# Georg Jacobsen
Georg Jacobsen, född 17 september 1887, död 14 februari 1976, var en dansk arkitekt, målare och  konstpedagog.

## Biografi
Georg Jacobsen började först att studera till arkitekt, men blev sedan elev till Viggo Johansen vid Det Kongelige Danske Kunstakademi i Köpenhamn 1906-11. Han tillbringade senare en tid i Paris samt i Italien och Spanien mellan åren 1919 och 1935, där han inspirerades framför allt av Paul Cézanne och kubisterna.
Åren 1935-40 var han professor vid Kunsthøgskolen i Oslo och fick som sådan ett stort inflytande över norskt monumentalmåleri. Hans många offentliga arbeten, bland annat fresker, präglas av en monumental, kylig och kubiserande stil. Han är också respesenterad med flera verk på Nasjonalmuseet i Oslo.
År 1936 tilldelades han Eckersbergmedaljen och 1964 Thorvaldsenmedaljen.